# Montijo, Badajoz
Montijo este un oraș în partea de vest a Spaniei, situat în provincia Badajoz din comunitatea autonomă Extremadura.